# Gree Electric Appliances
Das Unternehmen Gree Electric Appliances Inc. (chinesisch 珠海格力电器股份有限公司) mit Sitz in Zhuhai ist ein Hersteller von Klimaanlagen sowie elektrischen und elektronischen Heimgeräten. Es produziert jährlich mehr als 18 Mio. Klimaanlagen-Sets und ist somit der größte Hersteller weltweit. Gegründet wurde das Unternehmen 1993.
GREE beschäftigt weltweit mehr als 23.000 Mitarbeiter. Sitz des Unternehmens ist in Zhuhai. Weitere Werke befinden sich in Jiangsu Danyang, Chongqing sowie Brasilien und Pakistan. GREE ist in über 100 Ländern vertreten, ob mit eigenen Label GREE oder durch bekannte OEM-Kunden.
In Zhuhai arbeiten über 1500 Mitarbeiter in der eigenen Forschungs- und Entwicklungsabteilung. Das Unternehmen hält über 1100 Patente.